# Hermann Groine

Hermann Groine, Porträtfoto aus dem Reichstags-Handbuch 1938

Hermann Heinrich Christian Groine (* 16. April 1897 in Dardesheim; † 31. Juli 1941 bei Jarovatka, UdSSR) war ein deutscher Politiker. Er war unter anderem Kreisleiter und Reichstagsabgeordneter der NSDAP.

## Leben
Er war der Sohn des Schmiedemeisters Christian Groine aus Dardesheim. Nach dem Besuch der Volksschule seines Heimatortes im nördlichen Harzvorland und einem dreijährigen Praktikum ging Groine an das Technikum nach Frankenhausen. Vom März 1915 bis Dezember 1918 nahm er am Ersten Weltkrieg teil, wo er in Russland und an der Westfront eingesetzt war. Nach Rückkehr in seine Heimat war er bis 1931 als Elektroingenieur tätig. Von 1919 bis 1921 betätigte er sich politisch im Hochschulring für deutsche Art und im Deutschvölkischen Schutz- und Trutzbund.
Am 20. März 1923 trat er in die NSDAP ein und wurde im darauffolgenden Jahr Ortsgruppenleiter seiner Partei in Wittenberg. Zum 25. Mai 1925 schloss er sich erneut der nach dem Verbot neu gegründeten Partei an (Mitgliedsnummer 6.318). 1926 stieg er zum Bezirksführer der Hitlerjugend und SA-Marine in Reichenbach im Vogtland auf. 1928 wurde er in Chemnitz Motorradstaffelführer und 1931 NSDAP-Kreisleiter in Döbeln, 1934 übernahm er das Amt des Kreisleiters in Oschatz.
Im März 1933 wurde er im Wahlkreis Leipzig in den Deutschen Reichstag gewählt. Dieses Amt übte er bis zu seinem Tode 1941 aus. Groine fiel als SS-Oberscharführer bei einer Pionierkompanie der Leibstandarte SS Adolf Hitler nach dem Beginn des Deutsch-Sowjetischen Krieges bei Jarovatka in der Ukrainischen Sozialistischen Sowjetrepublik.